# Bernhard Majcen
Bernhard Majcen (*  23. Mai 1961 in Wien) ist ein österreichischer Schauspieler.

## Leben
Bernhard Majcen wurde in der Schauspielschule Krauss in Wien ausgebildet. Er tritt hauptsächlich am Rabenhof Theater in Wien auf.

## Theater (Auswahl)
- 2006 Don Pedro in Viel Lärm um nichts, Shakespeare auf der Rosenburg
- 2007 Odysseus in Penthesilea, Das Theater Erlangen
- 2008 Hardenberg in Die fetten Jahre sind vorbei, Theater Rabenhof Wien
- 2009 Squenz in Ein Sommernachtstraum, Shakespeare auf der Rosenburg

## Filmografie
- 2005: SOKO Kitzbühel
- 2006: Ausgedämpft
- 2007: Immer nie am Meer
- 2008: Der Besuch der alten Dame
- 2009: Ein halbes Leben